# Gabinete Caxias III
O Gabinete Caxias III foi o ministério formado pelo Partido Conservador em 25 de junho de 1875 e dissolvido em 5 de janeiro de 1878. Foi chefiado por Luís Alves de Lima e Silva, Duque de Caxias, sendo o 22º gabinete do Império do Brasil após o estabelecimento do Decreto n.º 523 de 1847. Foi antecedido pelo Gabinete Rio Branco e sucedido pelo Gabinete Sinimbu.

## Contexto

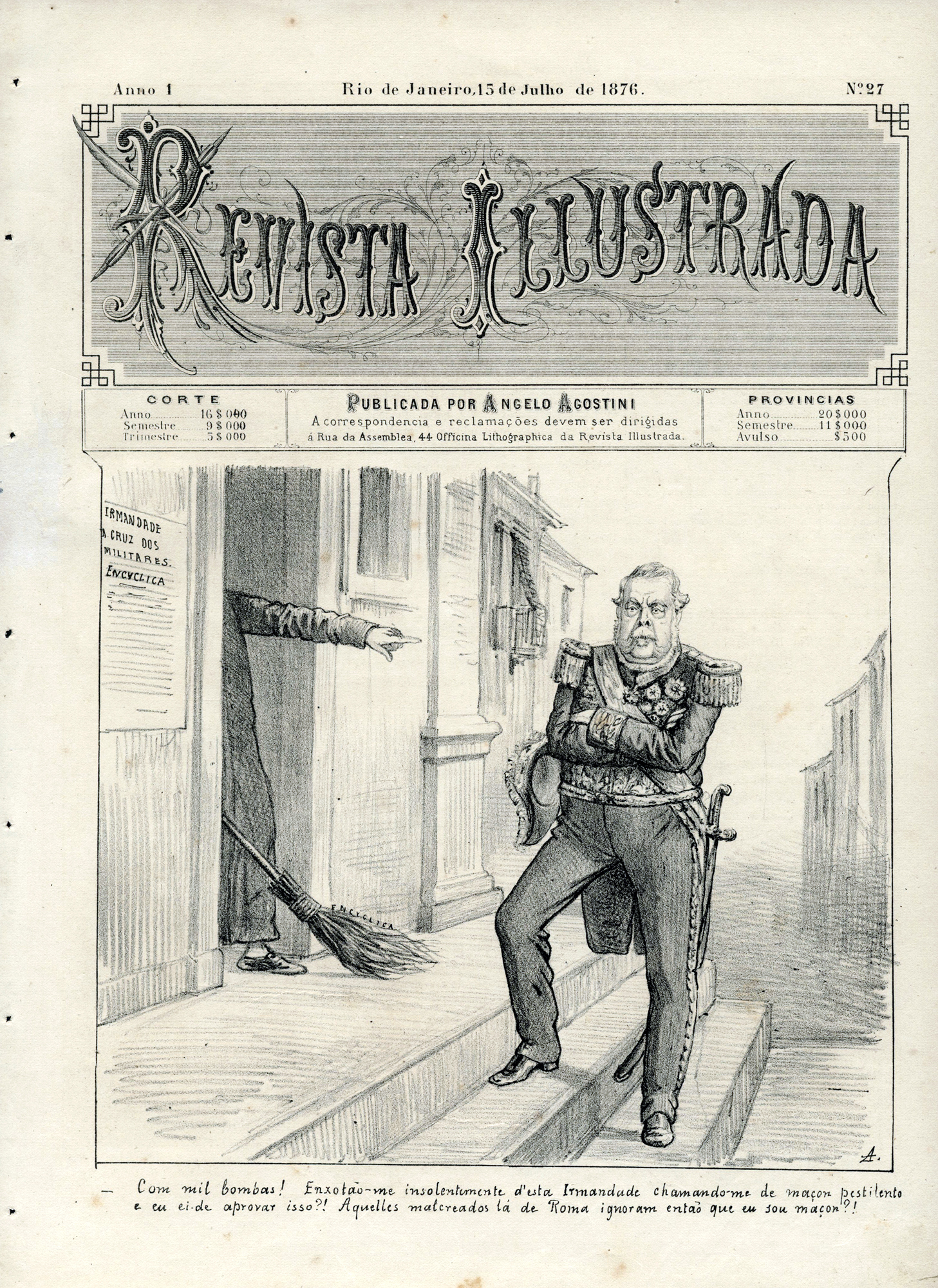
Charge a respeito do Duque de Caxias e da Questão Religiosa (Revista Illustrada, 1876).

Segundo Sérgio Buarque de Holanda (2004):
Aos de 25 de junho caberá sobretudo completar a obra que o 7 de março deixara interrompida. Caxias [...] foi acolhido em 1875, a ser sugerido pelo Visconde do Rio Branco como o mais indicado para continuar a política iniciada no seu Governo [...]. As razões opostas cinco anos antes à escolha quando foram alegadas sua idade avançada e seus achaques continuavam a prevalecer, e deviam pesar ainda mais, quando o único Duque do Segundo Reinado estava à véspera de completar 72 anos de idade. Uma razão entretanto era decisiva a seu favor: o ex-Comandante-Chefe das forças brasileiras e aliadas no Paraguai, apesar de ter constantemente sustentado a ação de Rio Branco no Governo, era figura conspícua do Partido Conservador, capaz de dominar, com sua simples presença, a oposição mais tenaz dos "dissidentes".

## Composição

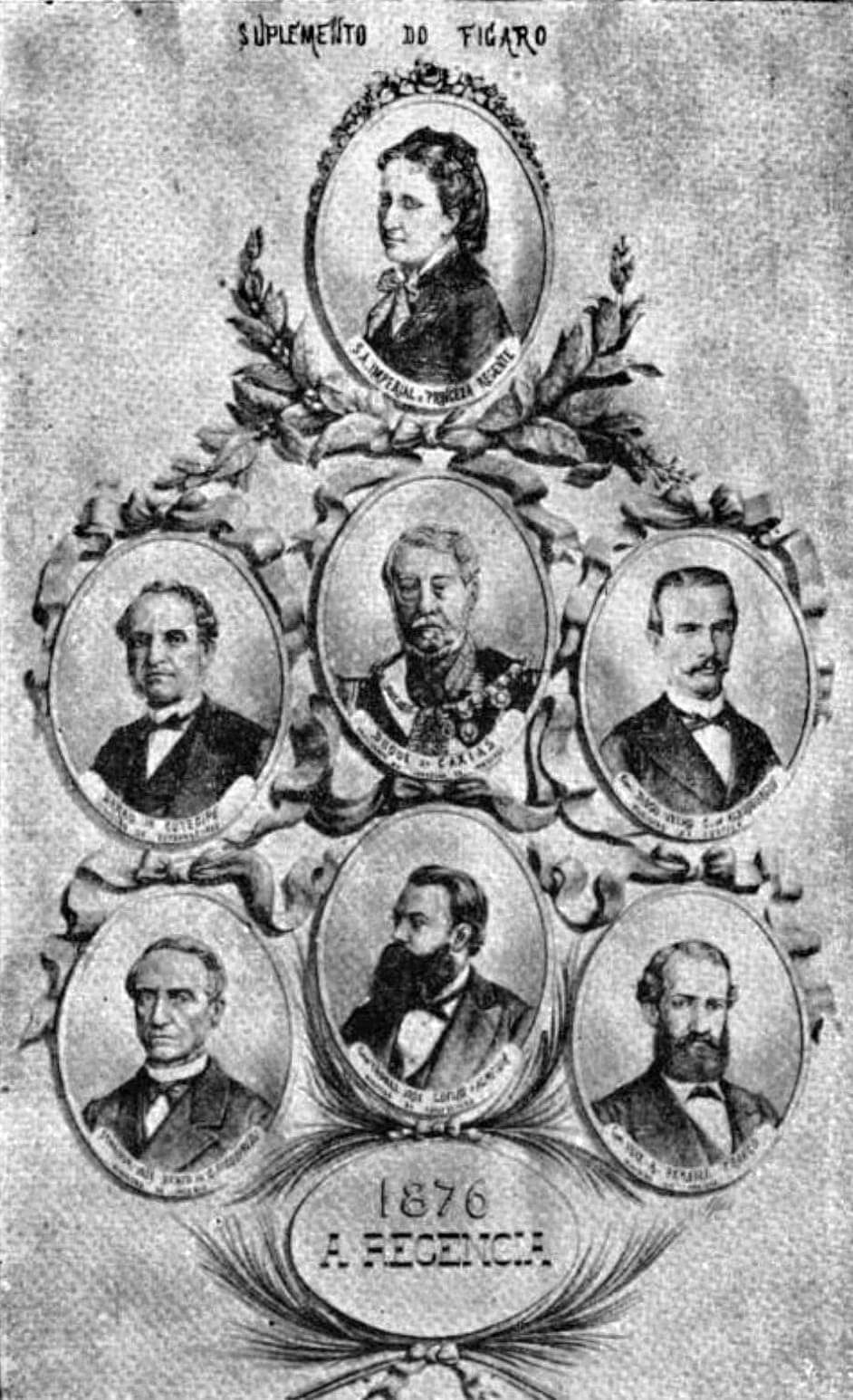
Imagem comemorativa ao Terceiro Gabinete Caxias durante a segunda regência da Princesa Isabel (1876).

O gabinete foi composto da seguinte forma:
- Presidente do Conselho de Ministros: Luís Alves de Lima e Silva, Duque de Caxias.
- Ministro dos Negócios do Império: José Bento da Cunha Figueiredo; substituído em 15 de fevereiro de 1877 por Antônio da Costa Pinto e Silva.
- Ministro da Justiça: Diogo Velho Cavalcanti de Albuquerque; substituído em 15 de fevereiro de 1877 por Francisco Januário da Gama Cerqueira.
- Ministro dos Estrangeiros: João Maurício Wanderley, Barão de Cotegipe; substituído em 15 de fevereiro de 1877 por Diogo Velho Cavalcanti de Albuquerque.
- Ministro da Fazenda: João Maurício Wanderley, interino, e efetivo em 15 de fevereiro de 1877.
- Ministro da Marinha: Luís Antônio Pereira Franco.
- Ministro da Guerra: Luís Alves de Lima e Silva.
- Ministro da Agricultura, Comércio e Obras Públicas: Tomás José Coelho de Almeida.

## Programa de governo
Segundo o Presidente do Conselho de Ministros (1875):
O nosso programa e o seguinte: manter a paz externa , sem quebra da dignidade e direitos do Império; seremos moderados e justos, observando religiosamente as leis e resolvendo as questões internas com ânimo desprevenido. Continuaremos a desenvolver a educação e o ensino popular, e procuraremos obter as providências que podem caber no tempo da presente sessão legislativa. Entre elas mencionarei o orçamento, os auxílios à lavoura e a reforma eleitoral. E por último declararei que, se este ministério tiver a honra de presidir as próximas eleições gerais, fará quanto couber na sua legitima ação para que a liberdade do voto seja sinceramente mantida.
O gabinete apresentou o seguinte programa de governo:
- Desenvolver a educação e o ensino popular.
- Auxiliar a lavoura.
- Reformar o sistema eleitoral.

## Legislação aprovada
O gabinete aprovou a seguinte legislação:
- Lei nº 2.615 de 4 de agosto de 1875: Providencia sobre o processo e julgamento de crimes que forem cometidos em país estrangeiro contra o Brasil e os brasileiros.
- Decreto nº 2.639 de 22 de setembro de 1875: Autoriza o governo a despender até 19.000:000$ com as desapropriações e obras necessárias ao abastecimento de água à capital do Império.
- Decreto nº 2.655 de 29 de setembro de 1875: Manda contar o tempo de serviço em campanha pelo dobro para a reforma dos oficiais e praças de pré do Exército e Armada.
- Decreto nº 2.662 de 9 de outubro de 1875: Autoriza o governo a suprimir os tribunais e conservatórios do comércio e a organizar juntas e inspetorias comerciais.
- Decreto nº 2.675 de 20 de outubro de 1875: Reforma a legislação eleitoral (Lei do Terço).
- Lei nº 2.677 de 20 de outubro de 1875: Outorga o consentimento (de que trata o Art. 104 da Constituição) para que S. M. o Imperador possa sair do Império, e declara que, durante sua ausência, governará como regente a Princesa Imperial, Sra. D. Isabel.
- Decreto nº 2.682 de 23 de outubro de 1875: Autoriza o governo a regular o direito que tem o fabricante e o negociante de marcar os produtos de sua manufatura e de seu comércio.
- Decreto nº 2.684 de 23 de outubro de 1875: Manda executar a resolução legislativa, que dá força de lei no Império a assentos da casa de suplicação de Lisboa e competência, ao Superior Tribunal para tomar outros.
- Decreto nº 2.687 de 6 de novembro de 1875: Autoriza o governo para conceder, sob certas cláusulas, ao Banco de Crédito Real que se fundar (segundo o plano da Lei nº 1.237 de 24 de setembro de 1874), garantia de juros e amortização de suas letras hipotecárias, e bem assim para garantir juros de 7% às companhias que se propuserem a estabelecer engenhos centrais para fabricar açúcar de cana.
- Decreto nº 5.971 de 21 de julho de 1875: Concede à companhia The West India and Panamá Telegraph Limited, autorização para funcionar, e aprova os seus estatutos.
- Decreto nº 5.993 de 17 de setembro de 1875: Concede anistia aos bispos, governadores e outros eclesiásticos das dioceses de Olinda e do Pará, que se achem envolvidos no conflito religioso (em consequência dos interditos postos a algumas irmandades das referidas dioceses) e em perpétuo silêncio os processos que por esse motivo tenham sido instaurados.
- Decreto nº 6.013 de 30 de outubro de 1875: Promulga a convenção postal entre o Brasil e a Inglaterra.
- Decreto nº 6.026 de 6 de novembro de 1875: Cria uma escola de minas na província de Minas Gerais, e dando-lhe regulamento.
- Decreto nº 6.034 de 20 de novembro de 1875: Promulga o acordo sobre a cessão mútua de territórios, celebrado entre o Brasil e o Peru a 11 de fevereiro de 1874.
- Decreto nº 6.053 de 13 de dezembro de 1875: Manda executar as disposições do Art. 11 da Lei nº 2.670 de 20 de outubro de 1875, concernentes a vários impostos que se arrecadam nas alfândegas.
- Decreto nº 6.064 de 18 de dezembro de 1875: Dispõe sobre o julgamento dos agravos e cartas testamentárias perante as Relações.
- Decreto nº 6.069 de 18 de dezembro de 1875: Aprova o contrato celebrado para o serviço dos esgotos nos bairros de Botafogo, parte do das Laranjeiras, Engenho Velho e São Cristóvão, da cidade do Rio de Janeiro.
- Decreto nº 6.092 de 12 de janeiro de 1876: Aprova o plano organizado pela inspetoria geral das obras públicas da Corte para o abastecimento de água à capital do Império.
- Decreto nº 6.097 de 12 de janeiro de 1876: Manda observar as instruções regulamentares para execução do Decreto nº 2.675 de 20 de outubro de 1875 (legislação eleitoral).
- Decreto nº 6.108 de 26 de janeiro de 1876: Cria a repartição dos faróis, e manda executar o regulamento que a deve reger.
- Decreto nº 6.113 de 2 de fevereiro de 1876: Cria a repartição hidrográfica, e manda executar o regulamento que deve reger.
- Decreto nº 6.116 de 9 de fevereiro de 1876: Reorganiza o Museu Nacional.
- Decreto nº 6.129 de 23 de fevereiro de 1876: Organiza a Inspetoria Geral das Terras e Colonização.
- Decreto nº 6.130 de 1 de março de 1876: Altera os regulamentos do Imperial Colégio de Pedro II.
- Decreto nº 6.132 de 4 de março de 1876: Regula a cotação oficial dos fundos públicos, ações de companhias, metais preciosos e a verificação do curso dos câmbios e descontos.
- Decreto nº 6.138 de 4 de março de 1876: Concede a Hamilton Lindsay Bucknall, privilégio por 50 anos para a construção, uso e gozo de um túnel submarino e estrada de ferro que comunique a Corte com a cidade de Niterói.
- Decreto nº 6.141 de 4 de março de 1876: Reforma a Biblioteca Nacional.
- Decreto nº 6.142 de 10 de março de 1876: Regula o modo por que devem ser tomados os assentos do Supremo Tribunal de Justiça.
- Decreto nº 6.143 de 10 de março de 1876: Determina o valor, peso, título e módulo das moedas de ouro e de prata.
- Decreto nº 6.154 de 20 de março de 1876: Cria no município da Corte mais sete escolas públicas de instrução primária.
- Decreto nº 6.164 de 24 de março de 1876: Reorganiza o Arquivo Público do Império.
- Decreto nº 6.207 de 3 de junho de 1876: Manda registrar as decisões definitivas proferidas pelas Relações do Império.
- Decreto nº 6.236 de 21 de junho de 1876: Promulga a convenção sobre atribuições consulares celebrada entre o Brasil e Portugal em 25 de fevereiro de 1876.
- Decreto nº 6.237 de 21 de junho de 1876: Promulga a declaração entre o Brasil e a França, para proteção das marcas de fábrica e comércio.
- Decreto nº 6.238 a de 28 de junho de 1876: Aprova o regulamento para a direção e administração da Estrada de Ferro D. Pedro II.
- Decreto nº 6.241 de 5 de julho de 1876: Fixa o número de eleitores das paróquias do Império.
- Decreto nº 6.272 de 2 de agosto de 1876: Reorganiza as alfândegas e mesas de rendas.
- Decreto nº 6.277 de 2 de agosto de 1876: Cria uma comissão para organizar o vocabulário técnico de engenharia.
- Decreto nº 6.341 de 20 de setembro de 1876: Altera algumas disposições do regulamento aprovado pelo Decreto nº 5.135 de 13 de novembro de 1872 (Fundo de Emancipação da Lei de 28 de setembro de 1871).
- Decreto nº 6.362 de 25 de outubro de 1876: Cria no município da Corte mais 10 escolas públicas de instrução primária.
- Decreto nº 6.367 de 8 de novembro de 1876: Promulga a declaração entre o Brasil e a Bélgica para a proteção das marcas de fábrica e comércio.
- Decreto nº 6.373 de 15 de novembro de 1876: Aprova o regulamento para a disciplina e serviço interno dos corpos arregimentados do Exército em quartéis fixos.
- Decreto nº 6.378 de 15 de novembro de 1876: Manda executar provisoriamente medidas tendentes ao melhoramento do serviço sanitário em diversos portos e cidades marítimas do Império.
- Decreto nº 6.379 de 30 de novembro de 1876: Cria no município da Corte duas escolas normais primárias.
- Decreto nº 6.384 de 30 de novembro de 1876: Organiza as juntas e inspetorias comerciais.
- Decreto nº 6.385 de 30 de novembro de 1876: Regula o exercício das atribuições administrativas conferidas aos juízes de direito pelo Art. 1º do Decreto Legislativo nº 2.662 de 9 de outubro de 1875.
- Decreto nº 6.386 de 30 de novembro de 1876: Reforma o regulamento do corpo de maquinistas da Armada.
- Decreto nº 6.406 de 13 de dezembro de 1876: Manda observar instruções relativas ao serviço sanitário.
- Decreto nº 6.440 de 28 de dezembro de 1876: Cria o colégio naval, ficando suprimido o externato de Marinha.
- Decreto nº 2.726 de 27 de junho de 1877: Autoriza o governo a despender até a quantia de 2.000:000$ com socorros às províncias flageladas pela seca ou inundação.
- Decreto nº 2.771 de 29 de setembro de 1877: Autoriza o governo a criar para o Instituto dos Meninos Cegos e para o dos surdos-mudos um patrimônio de 2.000:000$000.
- Decreto nº 6.458 de 18 de janeiro de 1877: Promulga a declaração entre o Brasil e a Alemanha para proteção das marcas de fábrica e comércio.
- Decreto nº 6.479 de 18 de janeiro de 1877: Manda executar o regulamento para as escolas públicas de instrução primária do município da Corte.
- Decreto nº 6.484 de 18 de janeiro de 1877: Reforma a escola de maquinistas da Armada.
- Decreto nº 6.491 de 16 de fevereiro de 1877: Regula a instalação das comarcas.
- Decreto nº 6.550 de 13 de abril de 1877: Rescinde o contrato celebrado com Savino Tripoti para a introdução e estabelecimento de imigrantes.
- Decreto nº 6.581 de 25 de maio de 1877: Promulga o ato diplomático de adesão do Brasil ao tratado celebrado em Berna a 9 de outubro de 1874 sobre a criação de uma união geral dos correios.
- Decreto nº 6.582 de 30 de maio de 1877: Promulga a convenção consular entre o Brasil e a Itália.
- Decreto nº 6.663 de 14 de agosto de 1877: Promulga a declaração entre o Brasil e a Itália para proteção das marcas de fábrica e comércio.
- Decreto nº 6.701 de 1 de outubro de 1877: Promulga os atos diplomáticos motivados pela acessão do Brasil à convenção telegráfica internacional celebrada em São Petersburgo a 10 de julho de 1875.
- Decreto nº 6.720 de 20 de outubro de 1877: Promulga a convenção postal entre o Brasil e o Chile.
- Decreto nº 6.729 de 10 de novembro de 1877: Aprova a celebração do contrato para navegação entre o porto do Rio de Janeiro e o de Nova Iorque com escalas.
- Decreto nº 6.747 de 24 de novembro de 1877: Concede durante 30 anos, garantia de juros para o máximo capital adicional de 400.000$ (355:600$) para construção da Estrada de Ferro Madeira-Mamoré.
- Decreto nº 6.748 de 24 de novembro de 1877: Regula a execução do disposto no Art. 29, §§10 e 11, da Lei nº 2.033 de 20 de setembro de 1871 (inabilitação e aposentadoria de magistrados).
- Decreto nº 6.759 de 1 de dezembro de 1877: Reorganiza a Guarda Nacional da Corte (em decretos subsequentes foi reorganizada a de algumas províncias).
- Decreto nº 6.782 de 22 de dezembro de 1877: Converte a secretaria do Conselho Naval em uma seção da secretaria de Estado dos Negócios da Marinha.
- Decreto nº 6.783 de 29 de dezembro de 1877: Aprova o regulamento para a escola de infantaria e cavalaria da província do Rio Grande do Sul.